# Дніпро (радіолокаційна станція)
5Н15 «Дністер», 5Н86 «Дніпро» (за класифікацією НАТО: Hen House — «Курятник») — перше покоління радянських 5Н86 надгоризонтних радіолокаційних станцій, призначених для систем контролю космічного простору (СККП) та систем попередження про ракетний напад (СПРН). В 1960-х роках вздовж кордонів СРСР для виявлення атак балістичними ракетами з різних напрямків було побудовано шість окремих радіотехнічних вузлів (ОРТВ) на основі таких РЛС. Вони були основним радянським засобом раннього попередження до кінця 1980-х років. Названі іменами рік Дністер та Дніпро.

## Історія
Для захисту СРСР від загрози ракетного ядерного удару в середині 1950-х років кільком підприємствам було доручено створення системи протиракетної оборони (ПРО). Головним розробником призначено «конструкторське бюро № 1». Однією з головних задач ПРО є якомога раніше виявлення запусків ракет, обчислення їх траєкторій та передача інформації в командний центр. Цю задачу покладено на СПРН.
У зв'язку з надзвичайною складністю завдання велась паралельна розробка альтернативних технічних рішень. Розроблено два варіанти радіолокаційних станцій дальнього виявлення: РЛС дециметрового діапазону «Дунай-2» (проект ОКБ заводу № 37) та РЛС метрового діапазону «ЦСО-П» (проект РТІ академіка Мінца).

### «ЦСО-П»
ЦСО-П (рос. «Центральная станция обнаружения полигонная») мала рупорну антену довжиною 250 м та висотою 15 м, яка складалась з масиву хвилеводів з відкритою ребристою структурою, та використовувала імпульсний сигнал з періодом 200 мкс. Для обробки сигналів використовувались апаратні методи, оскільки перспективну «ЕОМ М-4» (розробник — ІЕУМ) не вдавалось запустити.
При конструктивній дальності дії 1500 км ЦСО-П могла в автоматичному режимі виявляти та супроводжувати одночасно кілька об'єктів з ефективною площею розсіювання біля 1 м².
ЦСО-П побудована на полігоні Саришаган 17 вересня 1961 року і діяла до кінця 1960-х років, супроводжуючи запуски космічних апаратів.

### РЛС «Дністер»
ЦСО-П виявилась ефективною при спостереженні за супутниками, і на її основі було створено РЛС «Дністер» (головний конструктор — Ю. В. Поляк) для комплексу «Винищувач супутників». Передбачалось створення двох вузлів, рознесених по широті, для формування радіолокаційного поля протяжністю 5000 км на висотах до 3000 км. Виділено площадки під Іркутськом (Мишелівка, вузол ОС-1) і на мисі Гульшат озера Балхаш в Казахській РСР (Сари-Шаган, вузол ОС-2). На кожній площадці споруджувались по чотири РЛС.
Кожна РЛС «Дністер» складалась з двох «крил» ЦСО-П, з'єднаних між собою двоповерховою спорудою, де перебував командний пункт і обчислювальна система. Кожне крило охоплювало за азимутом сектор 30° вузьким променем сканування (0,5°). Діаграма сканування за висотою (куту підвищення) — «лопата» шириною 20°, діапазон сканування від 10° до 90°. Дві РЛС були направлені на схід (РЛК 1 і 2), дві — на захід (РЛК 3 і 4).

### РЛС «Дністер-М»
РЛС «Дністер» не відповідала вимогам системи раннього попередження — зокрема, вони мали недостатню дальність дії, невисоку роздільну здатність та завадостійкість. Тому була розроблена модифікована версія «Дністер-М» (головний конструктор — Ю. В. Поляк), яка започаткувала радянську СПРН, еквівалент системи «BMEWS» НАТО.
«Дністер-М» отримала ряд покращень:
- збільшення довжини імпульсу з 200 до 800 мкс розширяло дальність дії та діапазон об'єктів, що виявляються;
- застосування фазової модуляції сигналу 127-значної М-послідовності підвищувало роздільну здатність і точність вимірювання дальності;
- збільшення точності та швидкодії вимірювання різниці фаз двох приймальних каналів дозволяло збільшити точність вимірювання кута підвищення цілі;
- застосування нового методу пеленгації за азимутом шляхом узгодження полоси сигналу зондування та «миттєвої» полоси антени;
- застосування інших нових методів вимірювання та обробки сигналу;
- широке використання напівпровідникових елементів.

В результаті роздільна здатність збільшилась в 15 разів, дальність виявлення досягла 2500 км.
Спорудження першої РЛС «Дністер-М» в Оленегорську завершено в серпні 1968 року, другої в Скрунді — в січні 1969 року.

### РЛС «Дніпро»
Результатом подальшого вдосконалення системи стала РЛС «Дніпро» (головний конструктор — Ю. В. Поляк). У два рази збільшено сектор огляду кожної антени за азимутом (60° замість 30°). Рупор антени вкорочено з 20 до 14 метрів, в нього встановлено поляризаційний фільтр, що дозволило покращити точність вимірювання по куту місця. За рахунок використання потужніших передавачів і їх фазування в антені збільшена до 4000 км дальність виявлення, а також покращена робота станції на нижніх кутах. Вперше на РЛС метрового діапазону реалізовано режим міжтактового когерентного накопичення сигналів. Потужніша ЕОМ дозволила у два рази збільшити пропускну здатність.
Кожне крило РЛС — це двосекторна рупорна антена довжиною 250 м та висотою 12 м, яка має два ряди «щілинних» антен у двох хвилеводах з набором передавального та приймального обладнання. Кожен ряд виробляє сигнал, який сканує сектор 30° за азимутом (60° на антенну) і 30° за кутом місця (від 5° до 35° за висотою) з управлінням частотою. Таким чином, РЛС в цілому забезпечує сканування 120° за азимутом і 30° за кутом місця.
Перша така станція була спорудження на полігоні Сари-Шаган (вузол ВС-2) як «РЛК 5» і введена в експлуатацію 12 травня 1974 року. Пізніше споруджені РЛС під Севастополем (вузол РВ-4) і біля Мукачева (вузол РВ-5).

### Подальший розвиток
В результат подальшого розвитку систем загоризонтної радіолокації створено РЛС «Дар'ял», пізніше РЛС «Воронеж» та РЛС «Яхрома».

## РЛС «Дніпро» в Україні
В 1992 році РФ підписала на 15-річний термін договір з Україною про використання станцій «Дніпро» під Севастополем і Мукачево. Станції обслуговувались українським персоналом, а отримана інформація направлялась в Головний центр СПРН в Солнечногорську-7. За цю інформацію Росія щорічно перераховувала Україні, за різними даними, від 0,8 до 1,5 млн доларів. В 2008 році РФ оголосила про вихід з угоди й 26 лютого 2009 року РВ-4 і РВ-5 припинили передачу сигналу на командний пункт.
В жовтні 2014 року, після анексії Криму Росія оголосила, що РЛС «Дніпро» під Севастополем буде модернізована і заступить на бойове чергування у 2016 році. Однак пізніше стало відомо, що замість модернізації там буде споруджено нову РЛС «Яхрома».
Таким чином зараз в Україні функціонує одна РЛС «Дніпро» біля Мукачево. Сьогодні тут працює Західний центр радіотехнічного спостереження (ЗЦРС). Він входить до мережі Національного центру управління та випробувань космічних засобів (НЦУВКЗ).